# Kroppsskräck
| Kroppsskräck |
| --- |
| Människa utklädd till zombie. - Betydelse – en typ av skräck - Karaktär – groteska eller psykologiskt obehagliga kränkningar av den mänskliga kroppen - Bakgrund – tidig gotisk litteratur (inklusive Frankenstein) - Exempel – Akira, Frossa, The Human Centipede |

Kroppsskräck (engelska: body horror) är en typ av skräck inom film eller litteratur. Den visar upp groteska eller psykologisk obehagliga kränkningar av den mänskliga kroppen. Dessa kränkningar kan utformas som onormalt sex, mutationer, lemlästningar, zombiefieringar, omotiverat våld, sjukdomar eller onaturliga kroppsrörelser.
Genren användes ursprungligen som en beskrivning av en framväxande undergenre inom nordamerikanska skräckfilmer, men den har rötter i tidig gotisk litteratur och har expanderat till andra medier. Dess popularitet har ökat i en modern tid med ökad upptagenhet kring kroppen och kroppsmodifieringar.

## Karaktär
Enligt filmforskaren Linda Williams fungerar skräck som en av de tre huvudsakliga "kroppsgenrerna" inom film, där de två andra är pornografi och melodram. Williams menar att effektiviteten hos dessa tre genrer "ofta mäts efter hur tittarreaktionen efterliknar det som presenteras på skärmen/duken. En publik kan uppleva rädsla genom uppvisandet av skräckinjagande scener, sympati genom melodram och sexuell upphetsning genom pornografi. Kroppsskräck fokuserar särskilt på den mänskliga kroppens begränsningar och förändringsmöjligheter.
Begreppet kroppsskräck tangerar flera andra skräckfilmsgenrer, inklusive slasher, splatter och monsterfilm. Till skillnad från dessa är kränkningarna eller förvrängningarna inom kroppsskräck sällan ett resultat av ett direkt eller föregripande våld. De är oftare en följd av en förlust av kroppskontroll, på grund av mutation, sjukdom eller andra typer av okontrollerad förvandling.

## Historia
Det engelska begreppet body horror användes första gången i Phillips Brophys artikel "Horrality: The Textuality of the Contemporary Horror Film" (1983). han myntade begreppet som en beskrivning av en expansiv undergenre under en kort guldålder för skräckfilmen. Filmregissörern Stuart Gordon noterade att den här tropen föregick filmkonsten, bland annat inom litteraturen.

### 1800- och 1900-talet
Mary Shelleys Frankenstein är ett tidigt exempel på kroppsskräck. Här fokuserades på kroppen och inte handlingar som en orsak till rädsla.
David Cronenberg har populariserat genren kroppsskräck genom filmer som Frossa (1975) och Rabid (1977). Redan 1950-talsfilmer som Faran från skyn och Flugan (båda från 1958) standardiserade i praktiken genren genom sitt fokus på lemlästning och starka specialeffekter.
Inom japansk film- och seriehistoria finns många exempel på verk med kroppsskräck som stil. Detta inkluderar Katsuhiro Ōtomos Akira (film 1988) och Junji Itōs verk.

### 2000-talet
Den franska filmregissören Julia Ducournau har gjort karriär inom kroppsskräck. Både hennes Raw (2016) och 2021 års Titane (belönad med Guldpalmen) utgår från genrens karaktäristik. Den senare filmen har omskrivits som "en mardrömslik blandning av komik, sex, våld, psykedelisk belysning och bultande musik".
På 2020-talet har undergenren femgore eller feministisk skräck utvecklats och blivit populär som en gren av den moderna underhållningslitteraturen. Den innehåller berättelser där kvinnor slaktar, styckar och äter män. Denna "feministiska" skräcktrend är inte minst populär inom Booktok, den litterära kulturen hos aktiva på Tiktok. Bokgenren har diskuterats som antingen ett katartiskt feministiskt uttryck ("hämnd" på mäns våld i ett fiktivt sammanhang) eller internaliserad misogyni (se toxisk femininitet). Bland författare inom genren finns Evie Wyld, Lionel Shriver, Mona Awad och Susan Barker.